# گفتگو (نشریه)
گفتگو فصلنامه‌ای سیاسی و اجتماعی بود که در سال ۱۳۷۲ توسط رضا ثقفی تأسیس شد. این مجله از نشریات تأثیرگذار در ایران بود و نقش به‌سزایی در تبیین نظری مفاهیم مختلف داشت. گفتگو در هر شماره به یک موضوع خاص سیاسی و اجتماعی می‌پرداخت و در کنار آن، بخش مطالب روز، مقالات خارج از موضوع اصلی و کتابخانه نیز منتشر می‌شد.
این مجله موضوعاتی چون فقر، جنبش دانشجویی، کار و بیکاری، خلیج فارس، فروپاشی فرقه دموکرات، اصناف و حکومت‌گردانی و پان‌ترکیسم را دستمایه بحث‌های نظری و تاریخی خود قرار داده بود. شخصیت‌های مختلفی چون رامین جهانبگلو، کاوه ثقفی، احمد اشرف، کاوه بیات، محمد مالجو و کیان تاج‌بخش به عنوان نویسنده در این مجله فعالیت داشتند.
مراد ثقفی، صاحب امتیاز و مدیر مسئول مجلهٔ «گفتگو»، روز چهارشنبه ۳۱ خرداد ۱۴۰۲ در یک پست اینستاگرامی، از پایان انتشار این مجله خبر داد. او با انتشار عکسی از این مجله با عنوان «شمارهٔ آخر»، اعلام کرد که «گفتگو» با انتشار نود و ششمین شماره، پس از سی سال به کار خود پایان داد.